# Ruth Sherman Tolman
Ruth Sherman Tolman (9 de outubro de 1893 – 18 de setembro de 1957) foi uma psicóloga e professora americana.

## Primeiros anos
Tolman nasceu em Washington, Indiana em 9 de outubro de 1893. Pouco se sabe sobre sua infância. Ela graduou-se em psicologia pela Universidade da Califórnia, Los Angeles em 1917. Durante o início da sua pós-graduação na UCLA, ela realizou pesquisas sobre variações psicológicas em diferentes grupos de criminosos. Foi lá que ela conheceu seu marido, Richard Tolman, um físico matemático que atuou como diretor da escola de pós-graduação na época. Eles se casaram em 1924, quando ela tinha trinta anos. Richard Tolman, que se mudou para o Instituto de Tecnologia da Califórnia em 1922, é mais conhecido por ter servido como vice-presidente do Comitê de Pesquisa de Defesa Nacional (sob a presidência de Vannevar Bush) e como conselheiro científico do Major General Leslie Groves no Projeto Manhattan durante a Segunda Guerra Mundial.